# Region Centralny (Ghana)
Region Centralny – jeden z 16 regionów administracyjnych Ghany. Stolicą regionu jest Cape Coast. Według spisu z 2021 roku liczy ponad 2,8 mln mieszkańców i jest czwartym najbardziej zaludnionym regionem kraju.
Graniczy z regionami Ashanti i Wschodnim od północy, Regionem Zachodnim od zachodu oraz  Regionem Greater Accra od wschodu, od południa styka się z Oceanem Atlantyckim.
W pobliżu wybrzeża znajduje się Park Narodowy Kakum, który w 2019 roku odwiedziło 126 tys. turystów. 

## Podział administracyjny
W jego skład wchodzi 22 dystrykty:
- Dystrykt Abura Asebu Kwamankese
- Dystrykt Agona East
- Okręg miejski Agona West
- Dystrykt Ajumako Enyan Essiam
- Dystrykt Asikuma Odoben Brankwa
- Okręg miejski Assin Foso
- Dystrykt Assin South
- Okręg miejski Awutu Senya East
- Dystrykt Awutu Senya West
- Dystrykt metropolitalny Cape Coast
- Okręg miejski Effutu
- Dystrykt Ekumfi
- Dystrykt Gomoa Central
- Dystrykt Gomoa West
- Okręg miejski Komenda-Edina-Eguafo-Abirem
- Okręg miejski Mfantseman
- Dystrykt Twifo-Atti Morkwa
- Dystrykt Twifo/Heman/Lower Denkyira
- Okręg miejski Upper Denkyira East
- Dystrykt Upper Denkyira West
- Dystrykt Assin North
- Dystrykt Gomoa East

## Demografia
Według spisu w 2021 roku region zamieszkany jest głównie przez ludy Akan (78,5%), Ewe (7%), Guan (5,1%), Ga-Dangme (2,9%) i Mole-Dagbani (2,5%). 

### Religia
Struktura religijna w 2021 roku według Spisu Powszechnego:
- zielonoświątkowcy i charyzmatycy – 37,1%,
- pozostali protestanci – 19,6%,
- muzułmanie – 9,1%,
- katolicy – 7,6%,
- pozostali chrześcijanie – 19,8%,
- brak religii – 1,3%,
- religie etniczne – 0,3%,
- inne religie – 5,2%.